# Günther Marxer
Günther Marxer (Eschen, 3 giugno 1964) è un ex sciatore alpino liechtensteinese.

## Biografia
Sciatore polivalente originario di Schaan, Marxer debuttò in campo internazionale in occasione dei Mondiali juniores di Auron 1982 ed esordì ai Giochi olimpici invernali a Sarajevo 1984 dove, dopo esser stato portabandiera del Liechstentein durante la cerimonia di apertura, si classificò 13º nella discesa libera, 23º nello slalom gigante e non concluse lo slalom speciale; in Coppa Europa in quella stessa stagione 1983-1984 fu 2º nella classifica di slalom gigante.
Ai Mondiali di Bormio 1985 non completò la combinata; in Coppa del Mondo ottenne il primo piazzamento il 5 febbraio 1986 a Crans-Montana in supergigante (12º) e il miglior risultato il 6 dicembre dello stesso anno a Val-d'Isère nella medesima specialità (8º). Ai Mondiali di Crans-Montana 1987 si classificò 9º nel supergigante, mentre ai XV Giochi olimpici invernali di Calgary 1988 fu 17º nel supergigante e 25º nello slalom gigante e ai XVI di Albertville 1992, sua ultima presenza olimpica, nelle stesse specialità si piazzò rispettivamente al 26º e al 15º posto. Prese per l'ultima volta il via in Coppa del Mondo il 12 gennaio 1993 a Sankt Anton am Arlberg in supergigante (45º) e l'ultimo piazzamento della sua carriera agonistica fu il 20º posto ottenuto nello slalom gigante dei Mondiali di Morioka 1993, disputato il 10 febbraio.

## Palmarès

### Coppa del Mondo
- Miglior piazzamento in classifica generale: 55º nel 1987